# Hulerød
Hulerød er et mindre sommerhusområde i Nordsjælland og samtidig en bydel i byområdet Hornbæk-Dronningmølle. 
I bydelen ligger Hulerød Kro, der blev opført i 1896. Kroen har tidligere været kendt for at huse rockkoncerter og lignende musikarrangementer.
I området fandtes før i tiden et hotel, Hulerød Badehotel, der blev opført i 1890 og nedrevet i 1983.
Hulerød ligger i Gribskov Kommune og hører til Region Hovedstaden.